# Simpang Peut (Kuala)
Simpang Peut is een bestuurslaag in het regentschap Nagan Raya van de provincie Atjeh, Indonesië. Simpang Peut telt 3628 inwoners (volkstelling 2010).